# Jean-Marie Ritay
Jean-Marie Ritay, né le 25 octobre 1761 à Portet (Haute-Garonne), mort le 12 avril 1819 à Portet (Haute-Garonne), est un général français de la Révolution et de l’Empire.

## États de service
Il entre en service le 19 juillet 1781, comme simple soldat dans le 3e régiment d’infanterie, il est nommé caporal le 15 décembre 1782, et il fait la campagne en Amérique de 1782 à 1783 sous Rochambeau.
De retour en France après la signature de la paix de Versailles, il obtient successivement les grades de sergent le 19 mars 1785, fourrier le 14 octobre, sergent-major le 15 novembre 1789, adjudant le 15 septembre 1791, lieutenant le 1er mai 1792, et capitaine adjudant-major le 29 juin 1792. Sa conduite pendant les campagnes de 1792 à l’an III, à l’armée du Rhin, lui mérite le 18 décembre 1794, le grade de chef de bataillon à la 6e demi-brigade d’infanterie de ligne.
Le 21 avril 1797, il reçoit une balle à la cuisse en chargeant à la baïonnette une colonne ennemie. En l’an VI, il passe à l’armée d’Angleterre, et à celle d’Helvétie l’année suivante, il est nommé chef de brigade le 26 juillet 1799, à la 100e demi-brigade d'infanterie de ligne. Il fait les guerres de l’an VIII à l’an XII, aux armées du Rhin, du Danube et de Hanovre. C’est à Harbourg, qu’il est fait chevalier de la Légion d’honneur le 11 décembre 1803, et officier de l’ordre le 14 juin 1804.
De 1805 à 1807, il participe aux campagnes d’Allemagne, de Prusse et de Pologne, au sein de la Grande Armée, et il se distingue le 11 novembre 1805, à la Bataille de Dürenstein, où il reçoit l’ordre du général Gazan, d’aller avec un de ses bataillons et l’escorte du quartier-général, se porter sur un ravin à gauche de la ville pour assurer un débouché à sa division. Il commence son mouvement, lorsqu’il se trouve en présence d’une forte colonne ennemie débouchant du village, qui culbute et rejette sa troupe en arrière. Il parvient avec peine à rallier ses hommes, et sa brillante conduite dans cet engagement inégal lui mérite le 24 décembre 1805, le grade de général de brigade. Il est gravement blessé durant cette action.
Affecté au commandement d’une brigade de la 2e division d’infanterie du 5e corps d’armée, il prend le commandement de Kwidzyna le 21 février 1807, puis du fort de Wisloujscie (pl), le 29 mai suivant, puis il reçoit une affectation dans la 10e division militaire le 21 décembre 1807. Le 14 juin 1808, il est nommé commandant du département des Hautes-Pyrénées, et il est admis à la retraite le 19 octobre 1808. Il est créé baron de l’Empire le 26 octobre 1808.
Il meurt le 12 avril 1819, à Portet-sur-Garonne, ville dont il est le maire depuis 1818.

## Dotation
- Le 17 mars 1808, donataire de 10 000 francs en Westphalie.

## Armoiries
| Figure | 'Nom du baron et blasonnement |
| ------ | --- |
|        | Armes du baron Jean-Marie Ritay et de l'Empire, décret 19 mars 1808, lettres patentes du 26 octobre 1808. D'argent au lion naissant de sable, quartier des barons militaires - Livrées : blanc, marron et rouge. |